# 訃報 1994年4月
訃報 1994年4月（ふほう 1994ねん4がつ）では、1994年（平成6年）4月中に物故した、又は物故が報じられた人物についてまとめる。

## （1日 - 15日）

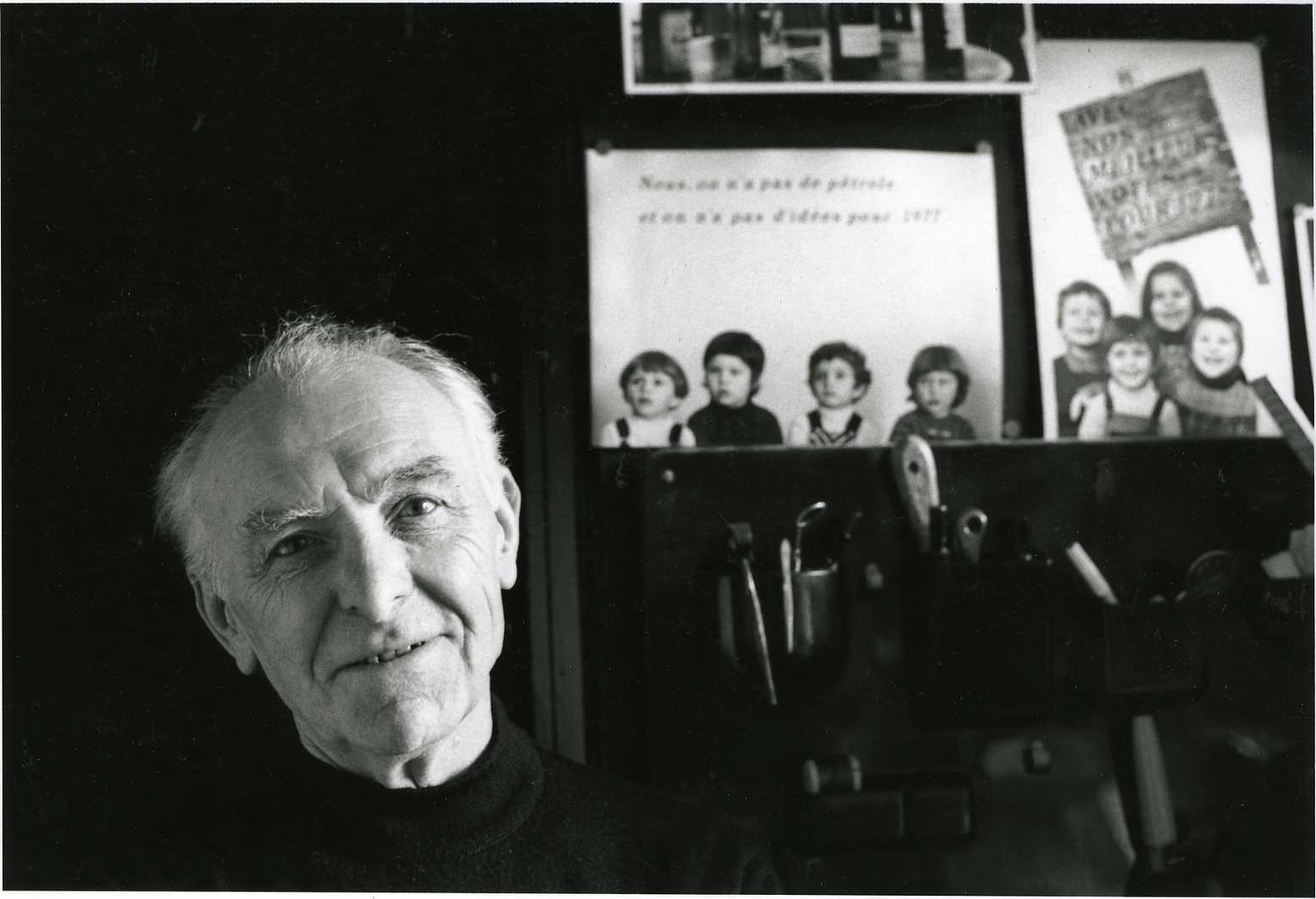
ロベール・ドアノー / 4月1日没

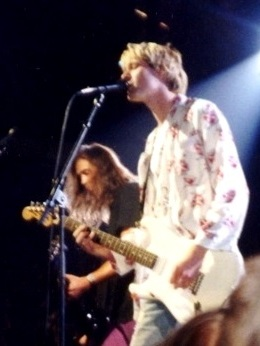
カート・コバーン / 4月5日没

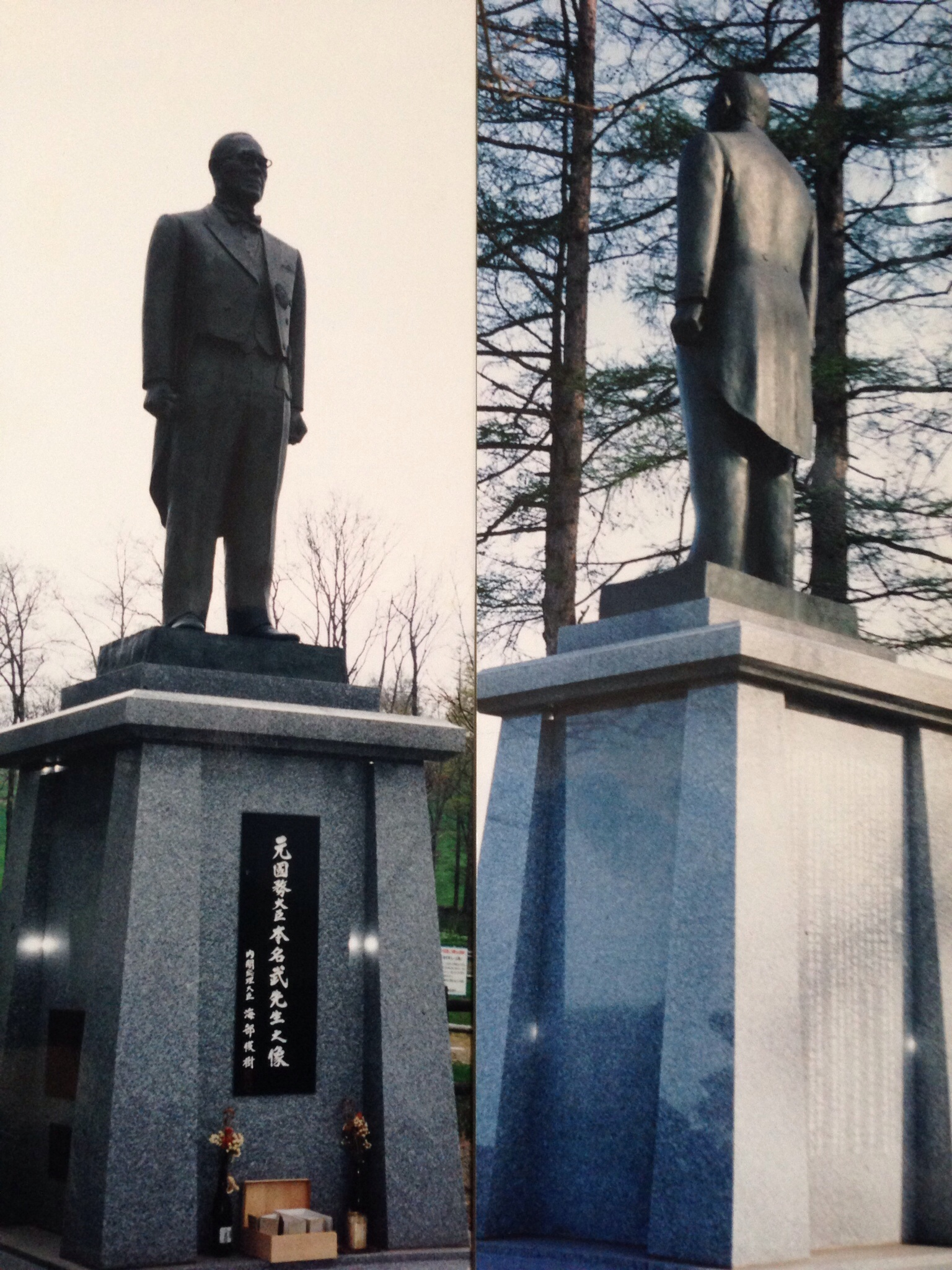
本名武 / 4月12日没

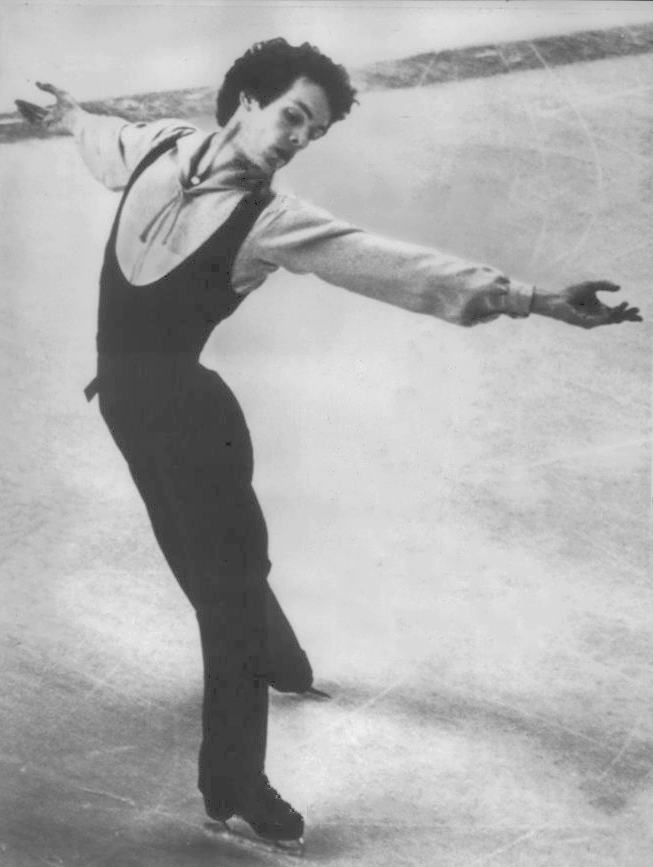
ジョン・カリー / 4月15日没

- 4月1日 - ロベール・ドアノー、写真家 (* 1912年)
- 4月2日 - 西山夘三、建築学者・建築家（* 1911年）
- 4月3日 - フランク・ウェルズ、ウォルト・ディズニー・カンパニー代表取締役社長（* 1932年)
- 4月4日 - 平野三郎、政治家、元岐阜県知事（* 1912年）
- 4月5日 - カート・コバーン、ミュージシャン、ニルヴァーナのメンバー (* 1967年)
- 4月12日 - 本名武、政治家、元総理府総務長官（* 1911年）
- 4月14日 - 利根山光人、美術家・画家（* 1921年）
- 4月15日 - ジョン・カリー、フィギュアスケート選手（* 1949年）

## （16日 - 30日）

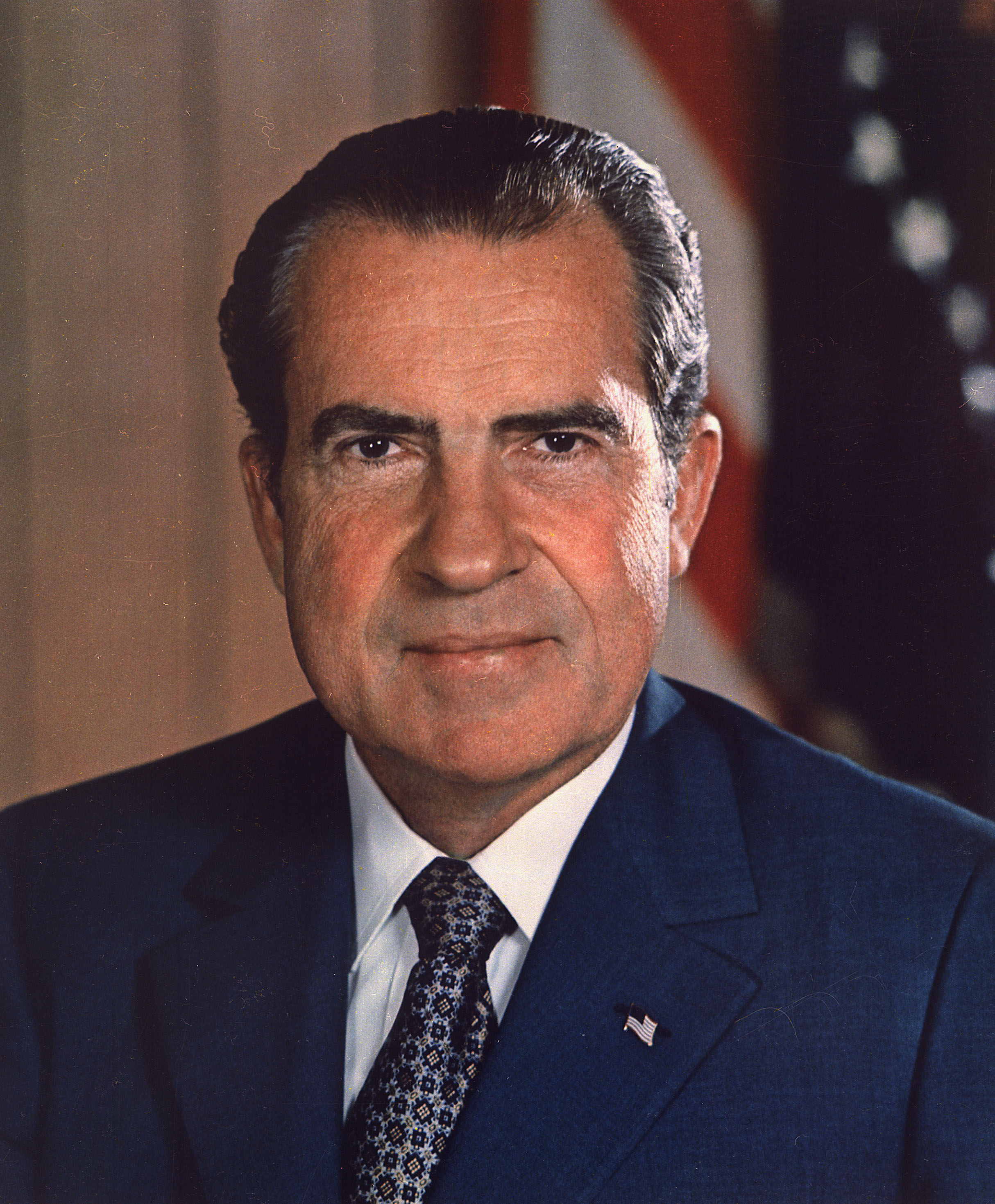
リチャード・ニクソン / 4月22日没

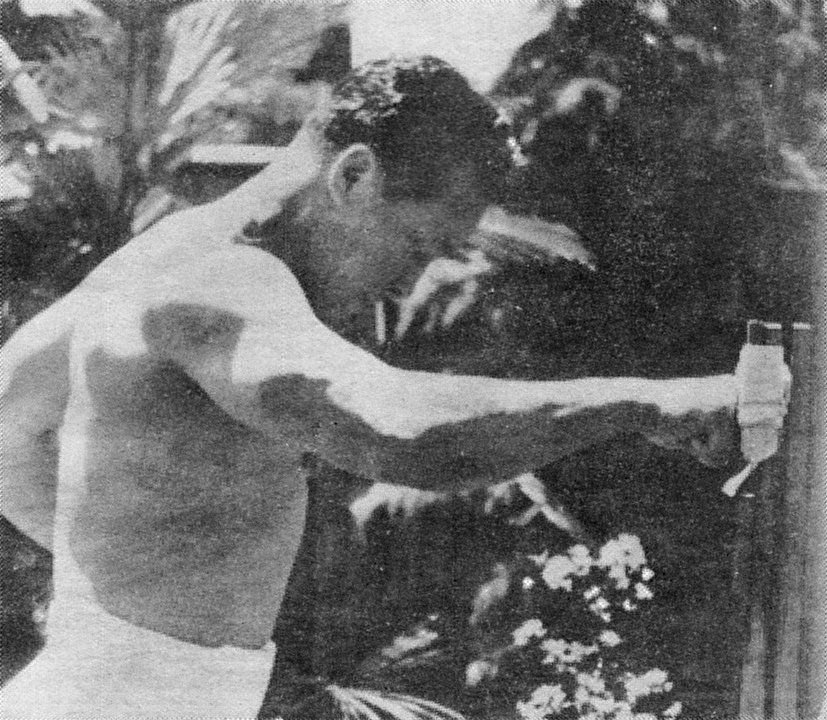
大山倍達 / 4月26日没

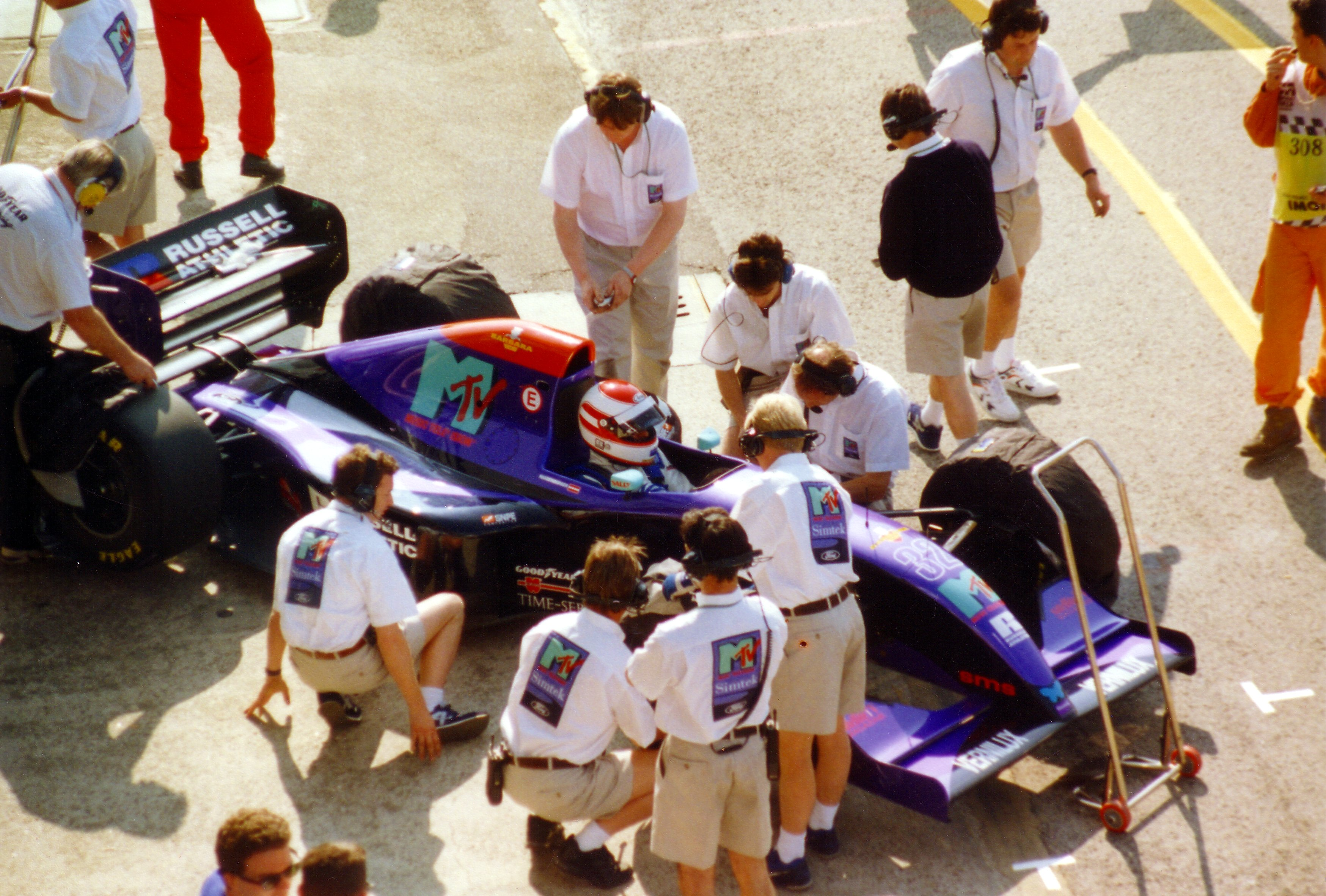
ローランド・ラッツェンバーガー / 4月30日没

- 4月17日 - 正示啓次郎、大蔵官僚、政治家、元経済企画庁長官（* 1911年）
- 4月17日 - 宇野光雄、元プロ野球選手（* 1917年）
- 4月22日 - リチャード・ニクソン、アメリカ合衆国第37代大統領 (* 1913年)
- 4月24日 - 斎藤博、脚本家（* 1951年）
- 4月25日 - 加茂喜久、俳優、声優、イラストレーター、装丁家（* 1932年）
- 4月26日 - 大山倍達、空手家 (* 1923年)
- 4月27日 - 小川英、脚本家（* 1930年)
- 4月27日 - リン・フレデリック、女優 (* 1954年)
- 4月29日 - 和田共弘、競走馬生産者 (* 1922年)
- 4月30日 - ローランド・ラッツェンバーガー、F1ドライバー (* 1960年)